# قبر آدم
قبر آدم هو عبارة عن مجموعة من الحجارة الطويلة التي تعود إلى العصر الحجري الحديث بالقرب من أبرشية ألتون بارنز في مقالة ويلتشير، جنوب غرب إنجلترا. تم تحديد هذا القبر كنصب تذكاري. القبر يعتبر تابع إلى مقابر سيفرن-كوتسوولد. تتكون هذه المقابر بشكل عام من تلال أرضية شبه منحرفة طويلة ومبنية بدقة حيث أنها تغطي غرف الدفن ، وبالتالي فهي تشبه الحانات الطويلة المغطاة بالغرف.
تحتوي الغرف المصنوعة من الحجارة الصلبة على هياكل عظمية بشرية جزئية. كما تم العثور على رأس سهم، أيضاً يوجد تل على شكل صدر، حيث يبلغ طول بقايا حجارة القبر 70 مترًا (230 قدمًا) وارتفاعها حوالي 7 أمتار (23 قدمًا) مع وجود خنادق على كلا الجانبين.
تم التنقيب عن القبر جزئيًا بواسطة جون ثورنام في عام 1860. تتميز المنطقة المحيطة بقبر آدم بكثافة عالية من عربات اليد الطويلة وهي مهمة جداً بسبب أهميتها الأثرية.
يشير ترتيب الأحجار حول الموقع إلى وجود رصيف أو ساحة أمامية. تُعرف باسم "آدم القديم" و "حواء الصغيرة" وتقع بالقرب من المدخل الأصلي للقبر.
وفقًا للشهود القدماء ، فإن عربة الأحجار هي عبارة عن قبر عملاق ، وقد تم الإبلاغ عنه في ذلك الوقت كما تم ربطه مع النصب التذكاري القريب من مقاطعة آفبيري.

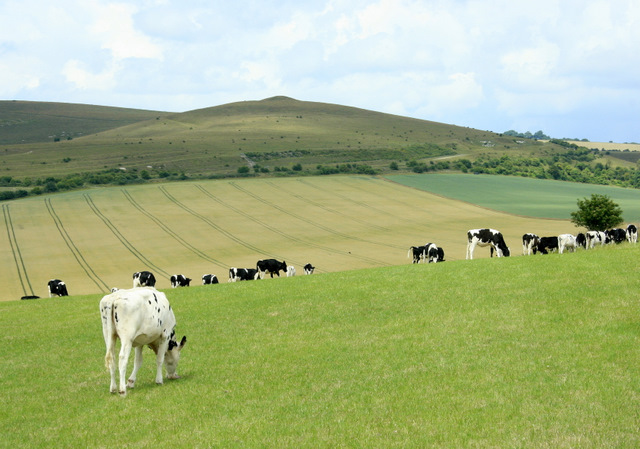
المواشي على الجانب الآخر من قبر آدم

في الفترة الأنجلوسكسونية ، عُرف الموقع باسم "قبر وودين" ( في الإنجليزية القديمة يُسمى "Wōdnesbeorġ"). 

## وصلات خارجية
- أقد آثار أقدام بشرية وجدت خارج أفريقيا وجدت في نورفلوك — فيديو عن آثار الأقدام من إنتاج متحف التاريخ الطبيعي في لندن
- مشروع هابسرو في المتحف البريطاني